# Venanci Vallmitjana i Barbany
Venanci Vallmitjana i Barbany (Barcelona, 1 d'abril de 1830 - 3 de setembre de 1919) fou un escultor realista català que juntament amb el seu germà Agapit Vallmitjana i Barbany varen suposar un gran paradigma dins de l'escultura catalana de mitjans del segle xix. En la seva obra és visible l'orientació cap al realisme i la inclusió d'algun element romàntic, sense perdre de vista els fonaments d'una formació clàssica.

## Biografia

### Els germans Vallmitjana
Fills d'un teixidor (Felip Vallmitjana) s'inicien en l'art de l'escultura modelant figuretes de pessebre i fabricant caretes pel Carnaval.
Els primers a veure el talent i l'extraordinària habilitat que tenien per modelar van ser l'escultor Pau Xacó i el religiós i pintor Sebastià Gallès i Pujal, veïns de la família. Foren ells qui aconsellaren als germans que es matriculessin a l'Escola de Llotja de Barcelona l'any 1844, després que el pare d'ambdós els ensenyés les figuretes que els seus fills feien a les nits. Venanci es matriculà, molt probablement, el curs 1847-1848. Sabem que l'any 1850 varen passar ja a la classe d'escultura al natural per haver guanyat les quatre mencions honorífiques que feien falta per fer aquest pas.
Dins l'Escola de Llotja van ser tutelats i dirigits per un ja gran Damià Campeny, del qual van aprendre molt sobre l'escultura neoclàssica. Un cop fora, però, no seguiren les pautes del mestre, encara que sempre li van agrair molt les seves ensenyances tal com el seu biògraf Manuel Rodríguez Codolá ens ho indica al seu llibre. La mort de Damià Campeny suposa un trencament definitiu amb els cànons neoclàssics que havien arribat de la mà de Winckelmann, es deixen de costat els temes mitològics i es dona pas a l'escultura més naturalista i no tan idealitzada.
Juntament amb el seu germà Agapit Vallmitjana, obriren un taller a Barcelona el 1850 situat al carrer Mercaders cantonada Font de Sant Joan i col·laboraren junts en la realització d'obres escultòriques d'origen públic, i a més foren nomenats cavallers de l'ordre americà d'Isabel II. Al seu taller acudiren joves escultors; els primers deixebles de renom que van treballar al taller són Jeroni Miquel Suñol i Pujol o Rossend Nobas i Ballbé. Més endavant trobarem escultors com Joan Flotats i Llucià, Rafael Atché i el més directe de tots els seus deixebles, que serà Agapit Vallmitjana i Abarca, fill de Venanci. Ja en època modernista cal destacar alguns escultors que van treballar sota les seves ensenyances, com són Eusebi Arnau, Agustí Querol i Josep Llimona.
El taller va estar obert fins a 1883.
| «                                   | Cerca de cincuenta y cinco años han transcurrido desde aquel entonces y la cantidad de estatuas que han producido los hermanos Vallmitjana es incalculable. En cuanto a la calidad ¿a qué hablar de ella si el solo nombre de sus autores encierra toda la gloria de la escultura catalana? de la escultura catalana, sí -iba a decir española-, ya que todos o casi todos los escultores que más tarde han puesto tan alto en España el nombre de la escultura - tan muerto medio siglo atrás - han sido modelados por las manos de semejantes maestros | » |
| — Apeles Mestres, dibuixant i poeta | |   |

### Maduresa en solitari
Després d'una carrera molt productiva amb el seu germà, Venanci és nomenat membre de l'Academia de San Fernando el 1877, quan ja feia uns anys que havia exercit com a professor (1871-1873) de talla en dibuix, modelat i buidat a l'Escola de Llotja de Barcelona, institució de la qual fou catedràtic en la mateixa disciplina entre 1873 i 1900. El 1883 decideix juntament amb el seu fill obrir un nou taller, separant així definitivament la seva producció de la del seu germà, tot i que el situa al costat d'aquell on, fins a aquell moment, havien treballat els dos germans. Més tard, a començaments del segle xx, el traslladà al carrer Aragó, 290 i posteriorment a la Rambla de Catalunya.
Pel que fa a la seva obra, l'escenari ideal en el qual es va donar a conèixer a escala estatal van ser les Exposiciones Nacionales de Bellas Artes de Madrid. Hi ha constància que, tot i la presència de peces dels dos germans en algunes exposicions, el primer a presentar obra fou ell l'any 1858 i ja aquí aconseguí una menció honorífica de segona classe. També exposa en el certamen de 1862, on és premiat amb una medalla de segona classe per l'obra La Tragèdia, que havia de formar part del monument a Calderón de la Barca. Més endavant va participar en l'Exposició de 1864 presentant cinc obres i també a la de 1876.
D'altra banda es presentà també el 1856 al concurs-oposició celebrat a Madrid per aconseguir la càtedra d'escultura de l'Escola de Llotja que restava vacant des de la mort de Demià Campeny. El 1860 competeix amb Andreu Aleu per realitzar la figura de Sant Jordi destinada a la fornícula de la façana del Palau de la Generalitat de Barcelona i el 1873 va a París per presentar l'escultura Le Figaro en el concurs obert pel diari d'aquest nom amb la finalitat d'aconseguir una estàtua per ornar la façana del seu edifici, i va rebre el segon premi. Finalment el 1883 va quedar finalista en el concurs de models de l'estàtua de Cristòfol Colom que havia de coronar el monument erigit a Barcelona.

## Obres

### Primeres obres conjuntes

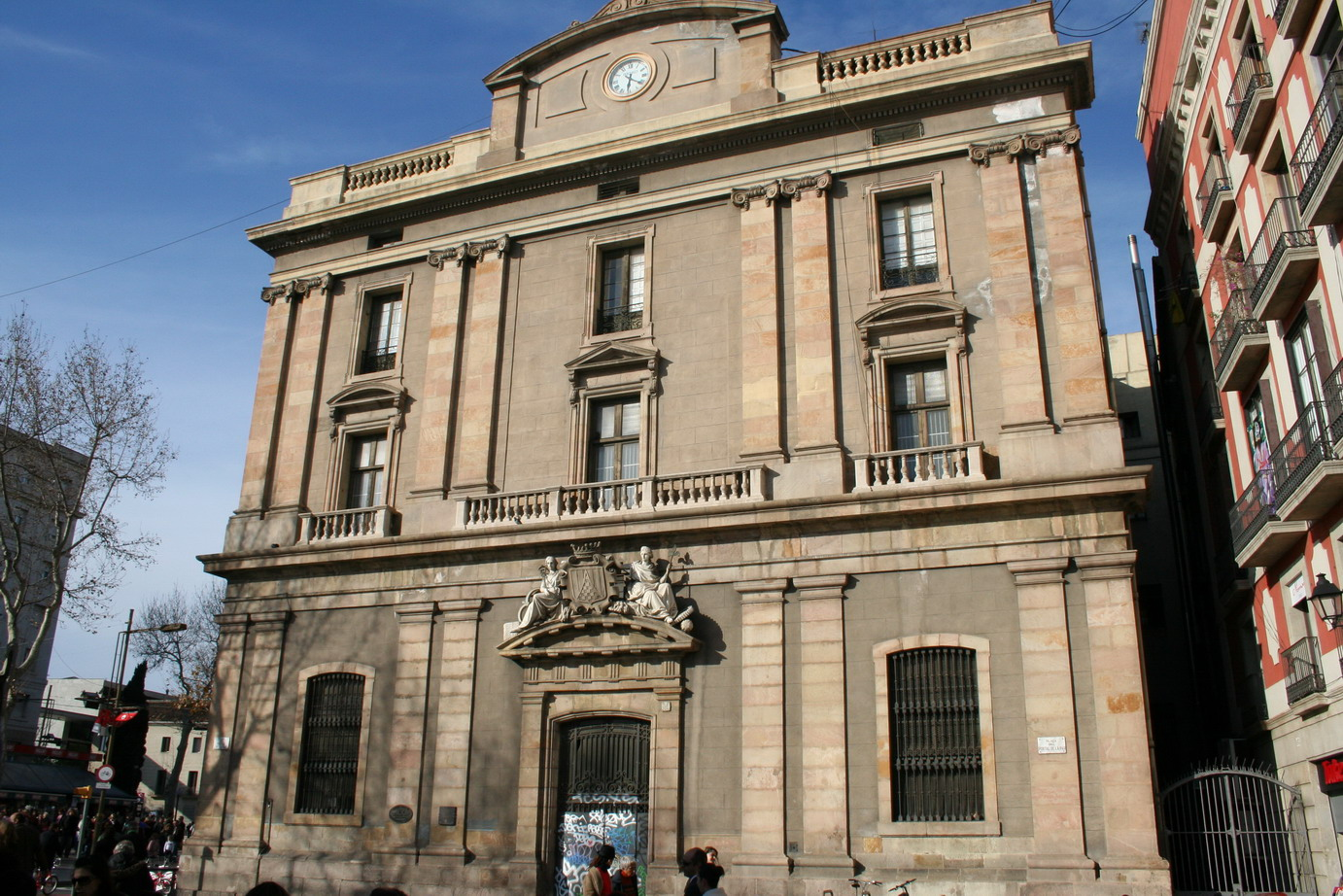
Façana Banc de Barcelona amb el comerç i la indústria

Els germans Vallmitjana van rebre molts dels seus encàrrecs en conjunt i molts cops ha estat difícil distingir l'autoria de les obres. Un dels primers encàrrecs l'any 1853-1854, foren les estàtues dels Evangelistes i el grup de la Fe, per a l'església de Sant Just de Barcelona. L'encàrrec decisiu, però, que va servir per enaltir els escultors i impulsar la seva carrera fou l'escultura monumental de les al·legories del Comerç i la Indústria, portades a terme per decorar la façana del Banc de Barcelona. L'arquitecte encarregat de les obres, Josep Oriol Mestres, insistí en la contractació del Vallmitjana en comptes de buscar escultors estrangers, ja que ell creia que ho podien fer fins i tot millor i era una manera de donar el reconeixement que es mereixia l'escultura autòctona. Les estàtues són dues matrones al·legòriques del Comerç i la Indústria que flanquegen un escut central que originàriament era l'escut de Barcelona tot i que als anys quaranta va ser substituït per un escut militar.
Per la realització d'aquesta obra i gràcies a l'ajuda del banquer Manuel Girona aconseguiren el permís per traslladar el seu taller a la capella de Santa Àgata el 1858, on van estar fins al 1867.

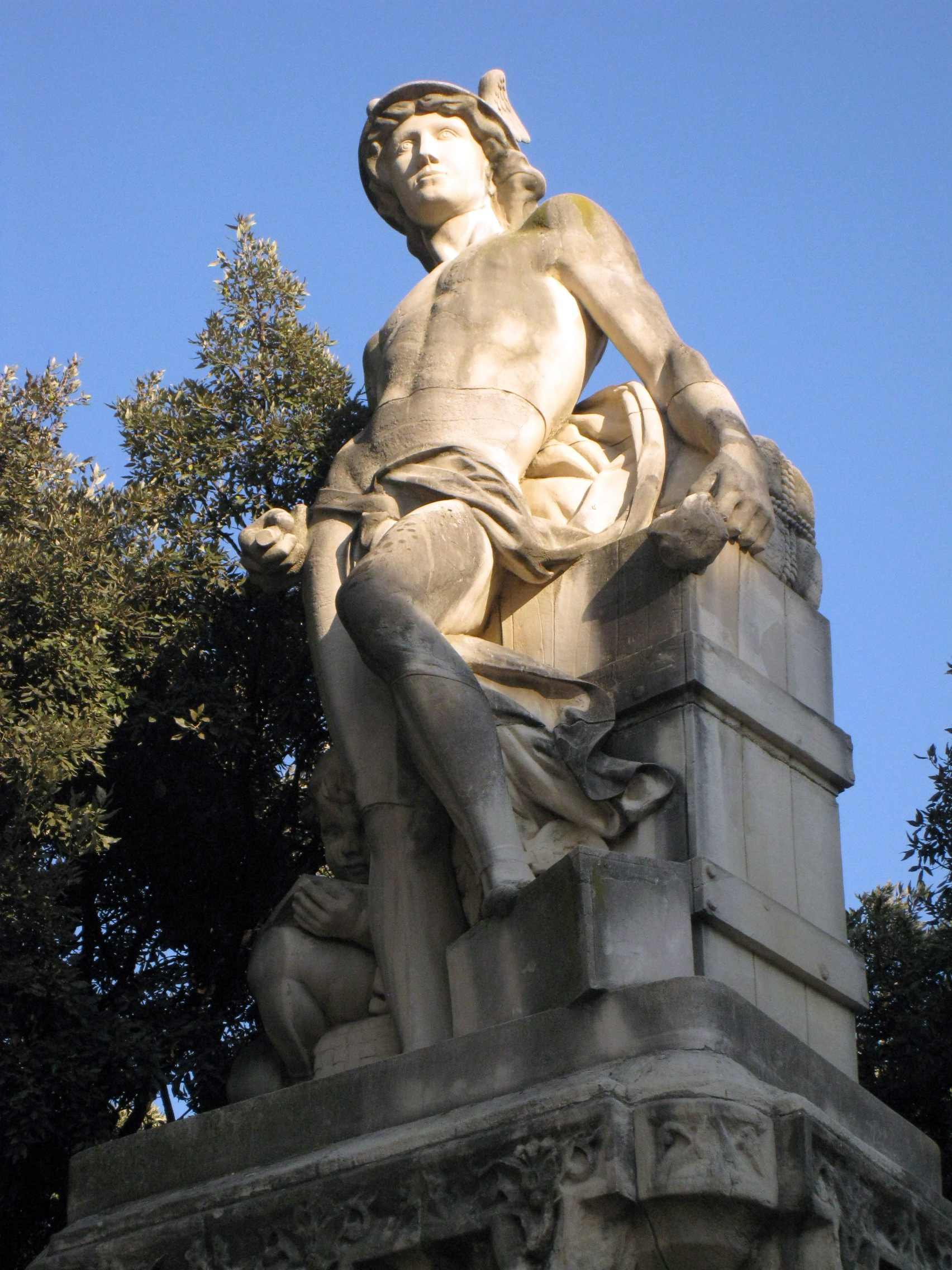
Al·legoría al comerç

Un altre dels projectes importants que duen a terme junts foren les cinc estàtues de les fornícules del vestíbul de la Universitat de Barcelona, l'any 1865. Les figures que els van encarregar foren les d'Averrois, Ramon Llull, Sant Isidor de Sevilla, Lluís Vives i Alfons X; Venanci va realitzà les tres primeres. Durant la seva realització es van traslladar a la Universitat, on van establir una zona de treball, un petit taller. És conegut que per a cada una d'elles varen cobrar tres mil escuts i que, tot i estar acabades el 1871, no es van col·locar fins a 1876.

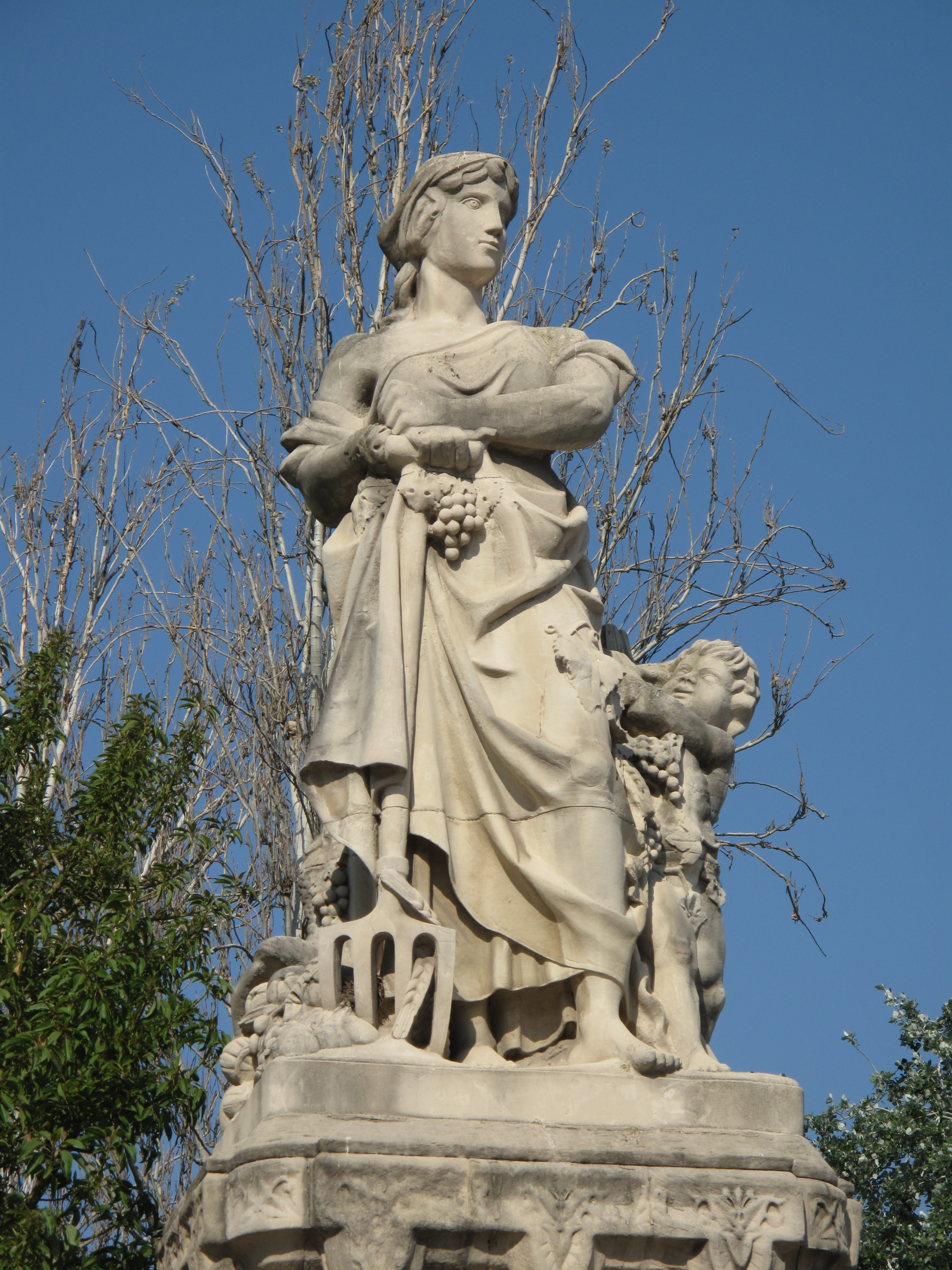
L' agricultura

Posteriorment a aquest encàrrec participaren en un projecte oficial junts al Parc de la Ciutadella, on fan diverses contribucions: el Naixement de Venus a la cascada del parc i la decoració de les portes d'entrada al recinte. Pel que fa a la intervenció a la cascada, es data entre 1874-1882; era una projecció de Josep Fontserè i còpia del Château d'eau del Palau Longchamp de Marsella, malgrat que no arriben a ser de la mateixa qualitat i queden com una simple còpia sense gaire atracció. Cal esmentar a més que la realització final de la peça no és seva sinó que l'executà seguint el projecte d'ells l'escultor Eduard Batista Alentorn. La segona intervenció són quatre al·legories de l'any 1883, la Indústria i el Comerç, realitzades per Venanci i l'Agricultura i la Marina d'Agapit. En aquest cas són millors en tècnica i execució la parella realitzada per Venanci, per això el 1888 van ser premiades amb la Medalla d'or a l'exposició Universal.
Veiem també la incursió dels artistes en el Palau de Justícia, projecció de Josep Domènech i Estapà amb col·laboració d'Enric Sagnier, on participen en la decoració escultòrica de l'edifici.
D'entre les obres que varen realitzar mentre treballaven junts és molt difícil determinar l'autoria d'un o l'altre al 100% en cada peça, és per això que s'opta per considerar aquestes obres conjuntes: 
- Àmbit religiós: Verge de la Mercè, Sant Jaume, Sant Francesc i Figures de Pessebre(1850), Verge i Nen, Transit de Sant Francesc d'Assís, Santa Isabel emparant a un pobre, Crucifix i Verge Dolorosa (1861), Sant Llorenç i Santa Eulàlia (1864); Quatre imatges per l'església de Bonanova: La verge de Lourdes(1877), Crucifix(1878); Per la capella de Santa Llúcia de Martorell: una Immaculada, Sant Lluís Gonzaga i Sant Ignasi de Loiola.
- Pel que fa als monuments funeraris destaquem: Panteó de Josep Serra, Resurrecció, Judici Final i Comerç (1861);
- Obres de gènere: La Caritat (1880), Tirolesos (1881).
- Retrats: Figures eqüestres de Prim, O'Donnell i Echagüe (1860), Alfons XII (Ajuntament de Barcelona, 1875), Marquès de Campo (1878).
- Escultura aplicada a l'arquitectura: Estàtues del Comerç i la Indústria (Banc de Barcelona, 1862), treballs a la Universitat de Barcelona (1865) i San Francisco el Grande (Madrid, 1865).
- Va realitzar una col·lecció d'animals juntament amb el seu germà Agapit: Cap de cavall, Tigre, Lleó, Elefant, Lleó devorant un conill, Parella de camells (1880), que ens permeten veure la tècnica d'ambdós escultors.

### Etapa en solitari

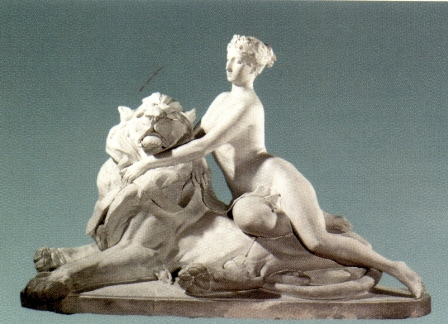
La bellesa dominant la força, 1881

En la producció d'obres de Venanci es pot apreciar la varietat de temàtiques que va treballar i l'interès a donar a conèixer la seva feina arreu mitjançant la participació en concursos varis. A la seva època se'l comparà a Monteverde per la bellesa de les seves obres, a Dubois per la grandiositat que els donava, i a Barie per l'energia que tenien.
Entre tota la producció, el que més el diferencià del seu germà són les experimentacions amb la tècnica de la ceràmica vidriada, on aconseguí notables resultats comparables als dels germans DellaRobbia.
- Entre les peces més conegudes de temàtica mitològica tenim La Bellesa dominant la Força, encàrrec que realitzà per Lord Stanley de Manchester (1881) i del que hi ha diversos exemples en guix o en terra cuita (1876) de diferents mides, fet que demostra l'interès de l'artista en resoldre'l encertadament en el marbre final. Posteriorment va representar també la figura de Diana per a coronar la font de la cruïlla dels carrers Gran Via amb Roger de Llúria. Tot i que ja havia presentat un primer model de l'escultura en la Quarta Exposició de Belles Arts de Barcelona el 1898, l'obra en conjunt no va ser inaugurada fins al 1919, any de la seva mort, i per això va acabar sent la seva darrera creació monumental.

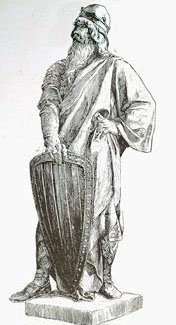
Dibuix de l'obra Gifré el pilós

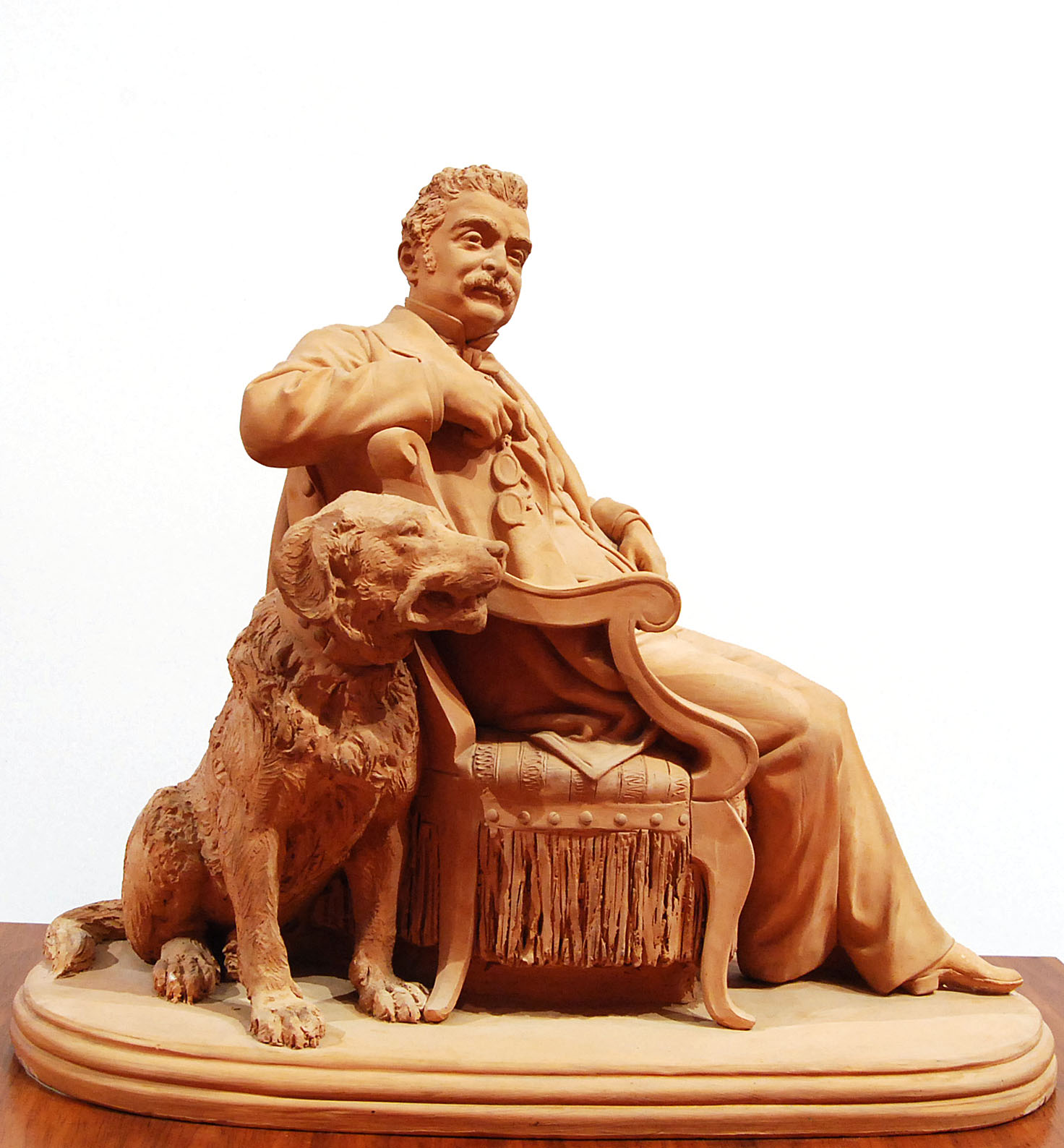
Retrat d'Evarist Arnús

Retrat de Camil·la Fabra - Museu Nacional d'Art de Catalunya

- El 1884 realitzà per encàrrec del Consorci Municipal de Barcelona una estàtua de bronze de Guifré el Pilós destinada a formar part de la decoració escultòrica del Saló de Sant Joan, on és destacable l'acusat detallisme, que es reprendrà en diversos retrats. Entre ells és admirable el Retrat d'una nena, on va trencar amb la rigidesa de les actituds habituals i adoptar una posició lliure i informal que, afegida a la tendra expressió de la criatura, la converteixen en un deliciós exponent del retrat català. També és destacable l'espontaneïtat i senzillesa del retrat sedent del financer Evarist Arnús, exponent de la capacitat per recollir l'essencial de la personalitat del model amb mitjans reduïts.[16] Dintre aquest gènere existeixen obres d'encàrrec oficial com és el cas del retrat sedent de Maria Cristina, que ens presenta al seu fill Alfons XII a la seva falda. Hi ha diferents versions però la més coneguda és el bronze que conserva el Museu Marítim. Aquesta mena de retrats demanen més un estudi dels detalls referents a la jerarquia que no a l'estudi psicològic del personatge, ja que interessa més el símbol que no l'individu.

- Les aportacions en l'escultura religiosa són notables, ja que juntament amb el seu germà aconseguiren el ressorgiment d'aquesta estatuària. En aquesta branca conreen una imatgeria de factura realista però de concepció simbolista. Venanci aconsegueix donar-nos una expressió personal i realista de la relació Mare-Fill amb la imatge de La Verge i el nen, que tant podria ser per a un oratori domèstic com per incorporar-se a un retaule o altres interpretacions com La trinitat de terra cuita esmaltada[17]

El 1912 Venanci va ser homenatjat com a mestre de mestres en un acte celebrat a l'Acadèmia Provincial de Belles Arts, alhora que la revista Mercurio dedicava el número del desembre de 1913 a la seva producció artística.
| Gènere escultòric         | Obra | Any                                                          |
| ------------------------- | --- | ------------------------------------------------------------ |
| Costumista i historicista | Adam i Eva, La comèdia, La desesperació de Saül, Sant Jordi i el drac, La bellesa dominant la força, Nen jugant amb un ocell, Dona i home vestits amb pàmpols, Hernán Cortés, Lo Nunci, Noia asseguda, Mignon, Faune, Bust de mozart | 1863/1864/1867/1876/1876/1876/1878/1879/1881/1882/1884/1903. |
| Retrats                   | Pròsper de Bofarull, Bretón de los Herreros, J.Monasterio, D'Anfruns,, Maria Cristina amb Alfons XII, Evarist Arnús, | 1860/-/-/-/1889/-.                                           |
| Funerària                 | Tres estàtues de marbre (cementiri de Reus), Pietat, Àngel del judici, Maria Anter | 1879/-/1882/1903                                             |
| Monumental                | L' abundància, General Espartero, Marquès de Comillas, Jaume I, Guifré el pelós, Quart misteri del dolor i Segon misteri del goig, Diana                                                                                             | 1860/1883/1884 (destruïda el 1936)/1885/1886/1898/1913.      |
| Aplicada a l'arquitectura | El comerç i la indústria, elements decoratius de la façana de l' Universitat i estàtues del vestíbul | 1884/-.                                                      |
| Religiosa                 | Sant Jordi, Sant Sebastià, El salvador del món, San rafael i Tobies, Verge de la soledat, Nostra senyora de l'esperança, verge i nen, Pietat, Concepció, San Gervasi i Protasi, Beat Oriol, Pietat                                   | 1859/-/1859/1860/1871/1885/1889/1892/-/1903/1903.            |

Aquestes són algunes de les peces que va realitzar durant la seva vida, però n'hi ha moltes altres. Actualment trobem obra de Venanci en diversos museus com el MNAC Museu Nacional d'Art de Catalunya, el Museu Víctor Balaguer, el Museu Abelló i el Museu Frederic Marès.
L'escultor que va rebre més directament el seu mestratge fou el seu fill Agapit Vallmitjana i Abarca, tot i que individualment no fou tan prolífic com els seus parents, dels que heretà un gran domini de la tècnica i una clara tendència cap al realisme naturalista.